# Naueti (Sprache)
Naueti (Nauhete, Nauete, Naóti, Nauote, Naweti, Nauoti) ist je nach Definition ein Dialekt oder Sprache der gleichnamigen Ethnie im Südosten von Osttimor. Zusammen mit Kairui, Waimaha und Midiki wird sie zur Sprache/Sprachgruppe Kawaimina zusammengefasst, die in Osttimor den Status einer Nationalsprache hat.

## Überblick
Die Kawaimina-Sprachen gehören zum Timorzweig der zentral-malayo-polynesischen Sprachen. Aufgrund ihrer Nachbarschaft zu den Papuasprachen, speziell zu Makasae, gibt es einige Anleihen, insbesondere beim Naueti. Die Sprachen fallen sowohl durch archaische Züge auf, als auch durch ungewöhnliche sprachliche Neuerungen, wie zum Beispiel Vokalharmonie, Aspiration und Post-Glottalization bei Konsonanten in ihrem Tonsystem. Die Grammatik ist im Allgemeinen in ihrer Struktur sehr einfach, wobei es auch hier beim Naueti Ausnahmen gibt.
Geographische Zentren von Naueti sind um die Orte Uato-Lari und Uatucarbau, in der Gemeinde Viqueque und im Südwesten des Verwaltungsamtes Baguia (Gemeinde Baucau) zu finden. Eine Naueti-Minderheit lebt im Verwaltungsamt Viqueque (Gemeinde Viqueque). Weitere Naueti-Muttersprachler sind in die Landeshauptstadt Dili gezogen. 2015 gaben bei der Volkszählung 16.507 Einwohner Osttimors Naueti als ihre Muttersprache an. 13.898 davon lebten in der Gemeinde Viqueque, 1.489 in Baucau und 1.019 in Dili. Die restlichen 101 verteilten sich auf die übrigen Gemeinden des Landes.
Naueti ist von den anderen Kawaimina-Sprachen geographisch isoliert. In den benachbarten Regionen dominieren die Papuasprachen Makasae und Makalero, was auch Einfluss auf das Vokabular von Naueti hatte. Unterschiede kann man im Naueti zwischen jenem in Uato-Lari und in Uatucarbau-Baguia feststellen.
Übersetzt bedeutet „Nau eti“ auf Deutsch „jetzt“, beziehungsweise „zu diesem Zeitpunkt“. Das Wort wurde willkürlich von den Makasae aufgegriffen, um ihre Nachbarethnie zu bezeichnen und wird auch für deren Sprache verwendet.

## Sprachbeispiele
baha: Berg, Siedlung
liurai: Adliger

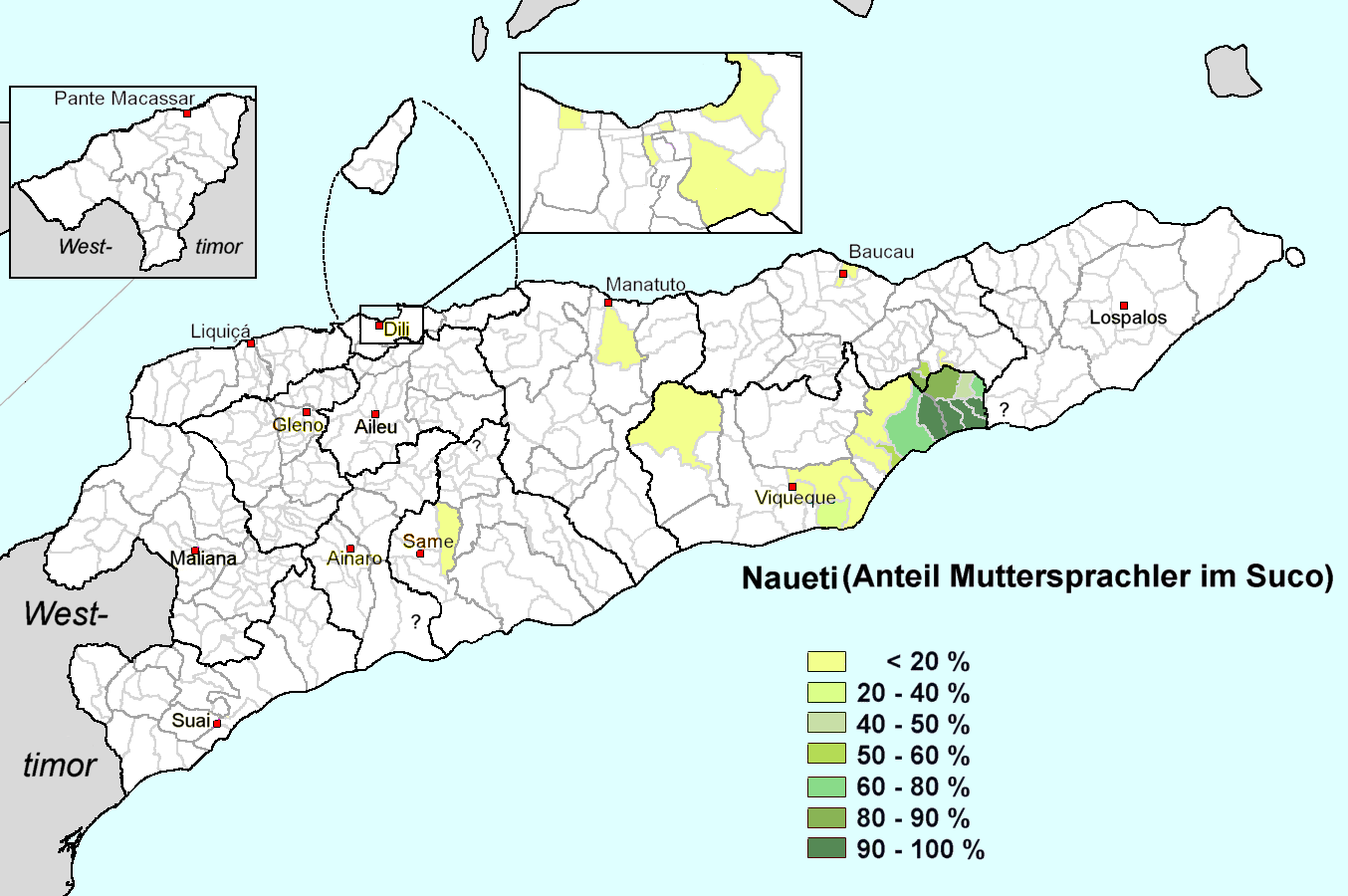
Anteil von Naueti-Muttersprachlern in den Sucos Osttimors (2010)

reinu: Angehörgier der zweiten sozialen Klasse, „Gewöhnlicher“, Angehöriger des „Volkes“
ata: Sklave
Bom dia: Guten Tag (aus dem Portugiesischen)
he'e: Ja
Dahao: Nein
Hiano da?: Wie geht es Dir?
laka: gehen
kha: essen
nu: trinken
hia: gut
rebuna: sehr gut
Kaiwua: Früchte
luba: hungrig
re'o: durstig
Hira nai nau'se'i?: Wie heißt Du?
| Die Zahlen in Naueti |                      |
| Zahl                 | Naueti               |
| 1                    | se                   |
| 2                    | kairua               |
| 3                    | kaitelu              |
| 4                    | kaihaa               |
| 5                    | kailima              |
| 6                    | kailima-resin        |
| 7                    | kailima-resi-kairua  |
| 8                    | kailima-resi-kaitelu |
| 9                    | kailima-resi-kaihaa  |
| 10                   | welisé               |

## Prominente Muttersprachler
- Taur Matan Ruak, Oberbefehlshaber der Streitkräfte, Staatspräsident[8]
- Vicente da Silva Guterres, Parlamentspräsident
- Ilda Maria da Conceição, stellvertretende Bildungsministerin und stellvertretende Ministerin für Staatsadministration
- Júlio Tomás Pinto, Staatssekretär für Verteidigung
- Francisco da Costa Guterres, Staatssekretär für Sicherheit
- Francisco da Costa Soares, Staatssekretär für Institutionelle Entwicklung